# Seo-myeon, Chuncheon
Seo-myeon (koreanska: 서면)  är en socken i kommunen Chuncheon i provinsen Gangwon i den norra delen av Sydkorea, 70 km nordost om huvudstaden Seoul. 